# لیلی ببره (پیتر پن)
لیلی ببره (انگلیسی: Tiger Lyly) یک شخصیت خیالی در نمایشنامه جیمز بری در سال ۱۹۰۴ با نام پیتر پن یا پسری که بزرگ نمی‌شود است؛ رمان پیتر و وندی او در سال ۱۹۱۱ و اقتباس‌های مختلف آن‌ها است.

## تاریخچه
لیلی ببره دختر رئیس قبیله پیکنینی، قبیله خیالی بومیان آمریکایی ساکن نورلند(ناکجا آباد) است؛ بری او را به‌عنوان یک شاهزاده خانم توصیف می‌کند. او ظاهراً به اندازه کافی بزرگ است که ازدواج کند، اما به دلیل احساساتش نسبت به پیتر از هر خواستگاری خودداری می‌کند. او به وندی و تینکربل حسادت می‌کند. تایگر لیلی توسط کاپیتان هوک و دزدان دریایی ربوده می‌شود اما توسط پیتر پن نجات می‌یابد.